# Alza (género musical)
El alza es un género musical tradicional de Ecuador. Su popularidad creció en el siglo XVIII y XIX con la influencia de la música de salón europea en este país. Tuvo especial popularidad en la provincia de Los Ríos por lo que a veces se le llama "alza riocense". También expandió su popularidad en los andes y es usualmente interpretado en las fiestas populares.

## Reseña

### Características musicales
Tiene un tempo moderado y su escala es mayor. El compás en que se interpreta es de 4/4. Por todas estas razones su popularidad creció en Ecuador y se sabe que era uno de los géneros musicales importantes durante la independencia, siendo bailado por los libertadores durante las campañas. 
Usualmente se lo relaciona con los fandangos y mojigangas. Tuvo mucha popularidad en la provincia de los Rios. Posteriores composiciones se llevaron a cabo, especialmente en el siglo XX y de carácter instrumental y fueron difundidas a través del HCJB. Dentro de las nuevas composiciones una de las más destacadas es el alza "Yangana", de Daniel Mancero. Tradicionalmente el tema más conocido se llama "Alza que te han visto" que es bailado hasta la actualidad. Su letra empieza así:

Alza, alza que te han visto
visto, visto, visto nada, 
y solo, solo te han visto, 
la enagua, enagua bordada.
Alza que te han visto - Dominio público

### Danza
Esté género al no compartir compás con el vals se lo baila de manera distinta, de una manera más parecida al pasacalle pero a un tempo más despacio. A diferencia del moño montuvio que es un baile entrelazado, este es un baile suelto por lo que las parejas no necesariamente tienen que estar frente a frente.